# Oceania Rugby Women's Championship 2019
Oceania Rugby Women's Championship 2019 fu la 3ª edizione del campionato oceaniano di rugby a 15 femminile.
Organizzato da Oceania Rugby, si tenne al Churchill Park Lautoka a Figi dal 18 al 30 novembre 2019 e funse da torneo di qualificazione continentale alla Coppa del Mondo 2021.
Vide ai nastri di partenza quattro squadre nazionali (Figi, Samoa, Tonga e Papua Nuova Guinea) più due selezioni che non concorrevano alla conquista del posto mondiale, le Black Ferns Development XV della federazione neozelandese e l'Australia A: entrambe le squadre già vantavano la propria rappresentante maggiore alla Coppa del Mondo.
Dopo un cambio di regolamento in corsa imposto da World Rugby a seguito dell'impossibilità della squadra tongana a recarsi a Figi per via dell'epidemia di morbillo abbattutasi sulle isole del Pacifico a novembre 2019, a qualificarsi per la rassegna mondiale del 2021 fu Figi che, nella finale tra le due migliori non qualificate, batté Samoa per 41 a 13, mentre il torneo fu appannaggio della squadra neozelandese che vinse a punteggio pieno con scarti in gara mai inferiori a 50 punti.
Per Figi fu la prima qualificazione alla Coppa del Mondo, mentre per le neozelandesi la prima vittoria dell'ancor giovane torneo.
Il valore delle marcature, come stabilito da World Rugby nel 2017, è: 5 punti per ciascuna meta (7 se trasformata), 7 punti per la meta tecnica, 3 punti per la realizzazione di ciascun calcio piazzato, idem per il drop.

## Formula
La formula originale prevedeva che le 6 squadre partecipanti fossero ripartite in 2 gruppi da tre squadre ciascuna e che ognuna di esse giocasse una volta sola contro le tre dell'altro girone; poco prima dell'inizio del torneo fu invece reso noto che Tonga, dopo consultazione della federazione con il ministero della sanità figiano, non si sarebbe recata a Lautoka a causa dell'epidemia di morbillo che aveva colpito il proprio Paese.
World Rugby decise quindi di riscrivere il regolamento in corso d'opera per motivi di emergenza:
- fatto salvo il principio dei due gironi incrociati, la partita inaugurale tra Australia A e Tonga veniva annullata e dichiarata pari;
- le altre due partite contro Tonga risultarono in due vittorie con 4 punti in classifica ciascuna per le squadre avversarie;
- fatto salvo il principio che la vincitrice del torneo sarebbe comunque stata la migliore della classifica aggregata dei due gironi[2], per determinare la squadra qualificata alla Coppa del Mondo di rugby femminile 2021 si sarebbe tenuto un play-off tra le due migliori non classificate in base alla classifica aggregata suddetta[2];
- al fine di garantire, comunque, a Tonga una possibilità di partecipare al processo di qualificazione mondiale, World Rugby decretò che la seconda squadra oceaniana, ovvero quella destinata ai ripescaggi intercontinentali, dovesse uscire da uno spareggio, da tenersi nei primi mesi del 2020, tra le due non qualificate e la stessa Tonga secondo le seguenti modalità:
  1. Tonga contro la seconda delle non classificate;
  2. la vincitrice del suddetto barrage contro la prima delle non classificate[2].

## Squadre partecipanti
| Gruppo A         | Gruppo B           |
| ---------------- | ------------------ |
| Nuova Zelanda XV | Australia A        |
| Samoa            | Figi               |
| Tonga            | Papua Nuova Guinea |

## Fase a gironi

### 1ª giornata
| Lautoka 18 novembre 2019, ore 11 UTC+10 | Australia A | 0 – 0 referto | Tonga | Churchill Park\| Arbitro: \| N/A \| |
| Arbitro:                                | N/A         |               |       |                                     |

| Arbitro: | Mere Uluinaceva |

|                                                                                           |      |               |
| Mailau 6’, 39’, 47’ Leaula 14’, 33’, 36’ tecnica 23’ Ausai 26’ Sa’u 66’ Tuavale Ale 80+5’ | mt   | 61’, 76’ Rama |
| Mose 33’, 36’, 39’, 47’, 80+6’                                                            | tr   | 76’ Naua      |
| Milo 2’                                                                                   | c.p. |               |

| Arbitro: | Brittany Andrew |

|                                                                                           |    |  |
| Moors 2’, 52’ Ngan-Woo 7’ Perese 12’, 23’ Brooker 31’ Lolohea 37’ Tubic 58’ Balsillie 74’ | mt |  |
| Tubic 2’, 7’, 23’ Rasch 58’                                                               | tr |  |

### 2ª giornata
| Arbitro: | Avii Faalupega |

|  |    |                                                                                   |
|  | mt | 4’, 11’ Connor 19’ McGoverne 31’, 49’ Perese 43’ Veainu 57’ Lolohea 61’ Moata’ane |
|  | tr | 4’, 19’, 31’ Tubic 57’, 61’ Rasch                                                 |

| Arbitro: | Madeline Putz |

|          |    |                                               |
| Milo 19’ | mt | 35’ Tinai 44’ Siata 60’ Matanatabu 69’ Dansey |
| Milo 19’ | tr | 35’, 44’, 69’ Cavuru                          |

### 3ª giornata
| Arbitro: | Tyler Miller |

| |    |  |
| Tapsell 4’, 35’ Abraham 8’, 32’, 44’ Moors 12’, 19’, 28’, 38’ Moata’ane 22’ Veainu 25’ Brooker 42’, 53’ Balsillie 49’, 58’, 74’ Lolohea 60’ Molia 65’ Kelly 72’ Veainu 76’ Tubic 79’ | mt |  |
| Rasch 12’, 19’, 22’, 28’, 32’, 38’, 42’, 44’, 53’, 65’ Kelly 72’, 74’, 76’ | tr |  |

| Arbitro: | Rebecca Mahoney |

|                                            |    |          |
| Stewart 11’, 16’, 25’, 30’ Mason-Spice 80’ | mt | 44’ Live |
| Cormick 16’                                | tr |          |

### Classifica combinata
| Pos | Squadra            | G | V | N | P | PF  | PS  | DP   | BMP | Pt |
| --- | ------------------ | - | - | - | - | --- | --- | ---- | --- | -- |
| 1   | Nuova Zelanda XV   | 3 | 3 | 0 | 0 | 234 | 10  | +224 | 3   | 15 |
| 2   | Figi               | 3 | 2 | 0 | 1 | 26  | 60  | −34  | 1   | 9  |
| 3   | Australia A        | 3 | 1 | 1 | 1 | 37  | 55  | −18  | 1   | 7  |
| 4   | Samoa              | 3 | 1 | 0 | 2 | 77  | 65  | +12  | 1   | 5  |
| 5   | Papua Nuova Guinea | 3 | 1 | 0 | 2 | 12  | 196 | −184 | 0   | 4  |
| 6   | Tonga              | 3 | 0 | 1 | 2 | 0   | 0   | 0    | 0   | 2  |